# Anna Lührmann
Anna Lührmann (Lich, Hessen, Alemanya, 14 de juny de 1983) és una política alemanya, militant del partit Aliança 90/Els Verds, que l'any 2002 esdevingué la diputada més jove de la història del Parlament alemany, així com la més jove d'arreu del món.

## Trajectòria
Des dels 13 anys s'implicà en el partit verd i la seva elecció com a diputada succeí després d'una carrera meteòrica a les joventuts del partit, la Joventut Verda (Grüne Jugend), com a membre de la circumscripció de Hessen. Del 2002 al 2009 fou membre del Parlament alemany, incardinada en l'ala moderada del seu partit. Des del setembre de 2004 formà part de la Comissió de Pressupostos del Parlament. Des del juny del 2007 apadrina el projecte "Escola sense racisme - Escola amb coratge" a la Bundespräsident-Theodor-Heuss-Schule de la ciutat alemanya de Homberg. L'any 2009 decidí no tornar-se a presentar als comicis electorals.
Entre 2009 i 2011 assessorà al PNUD del Sudan en assumptes electorals i parlamentaris. Fou l'autora principal del llibre del PNUD Enhancing Youth Political Participation Throughout the Electoral Cycle - A Good Practice Guide ("Realçant la participació política juvenil a través del cicle electoral - Una guia de bones pràctiques"), publicat l'any 2013. L'agost de 2015 s'uní a l'Institut de Varietats de Democràcia del departament de Ciència Política de la Universitat de Göteborg, Suècia, com a membre de recerca postdoctoral. Casada amb el diplomàtic i antic ambaixador alemany al Sudan Rainer Eberle, tenen una filla en comú.